# Záhlinické rybníky

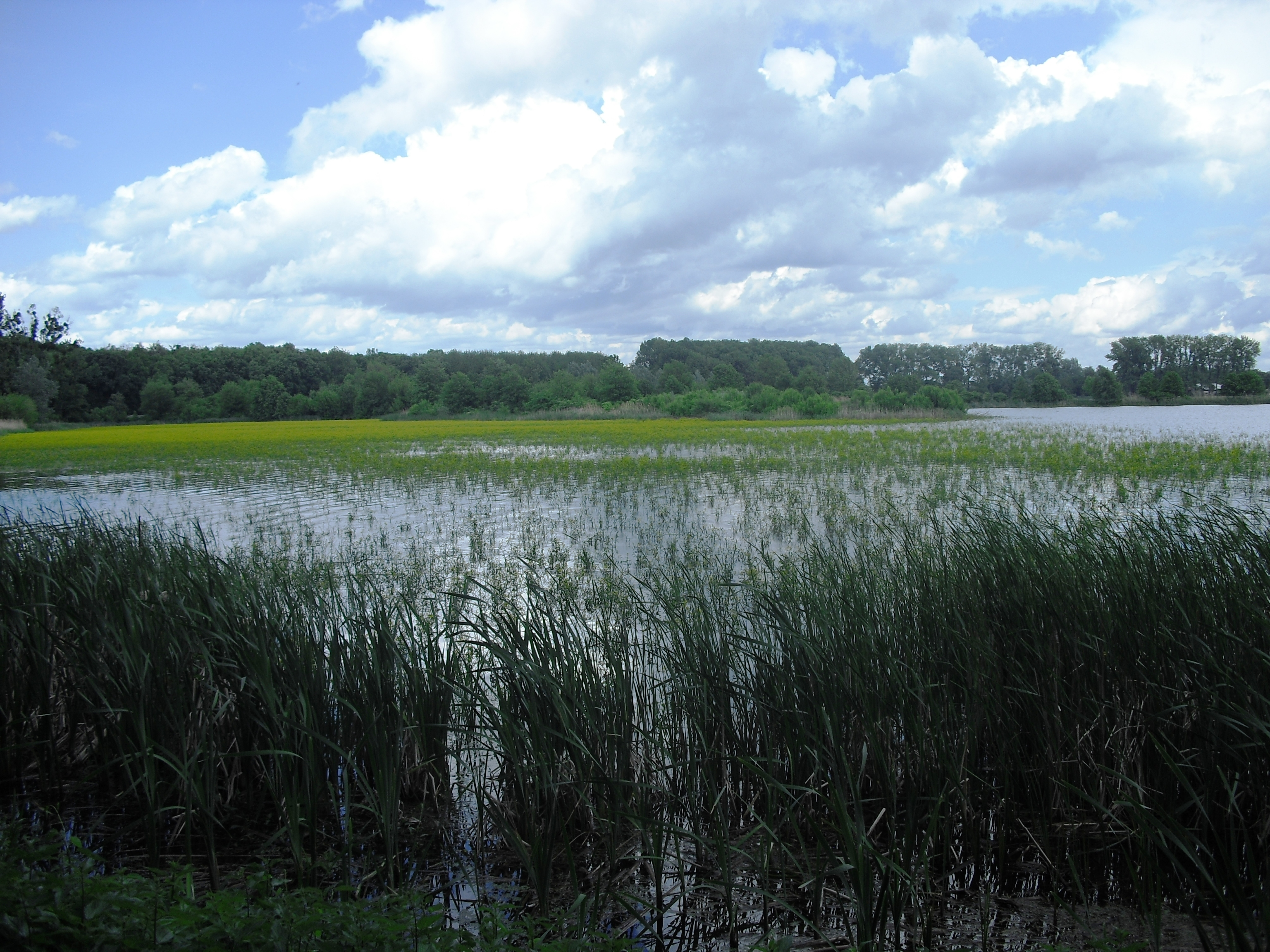
Záhlinické rybníky

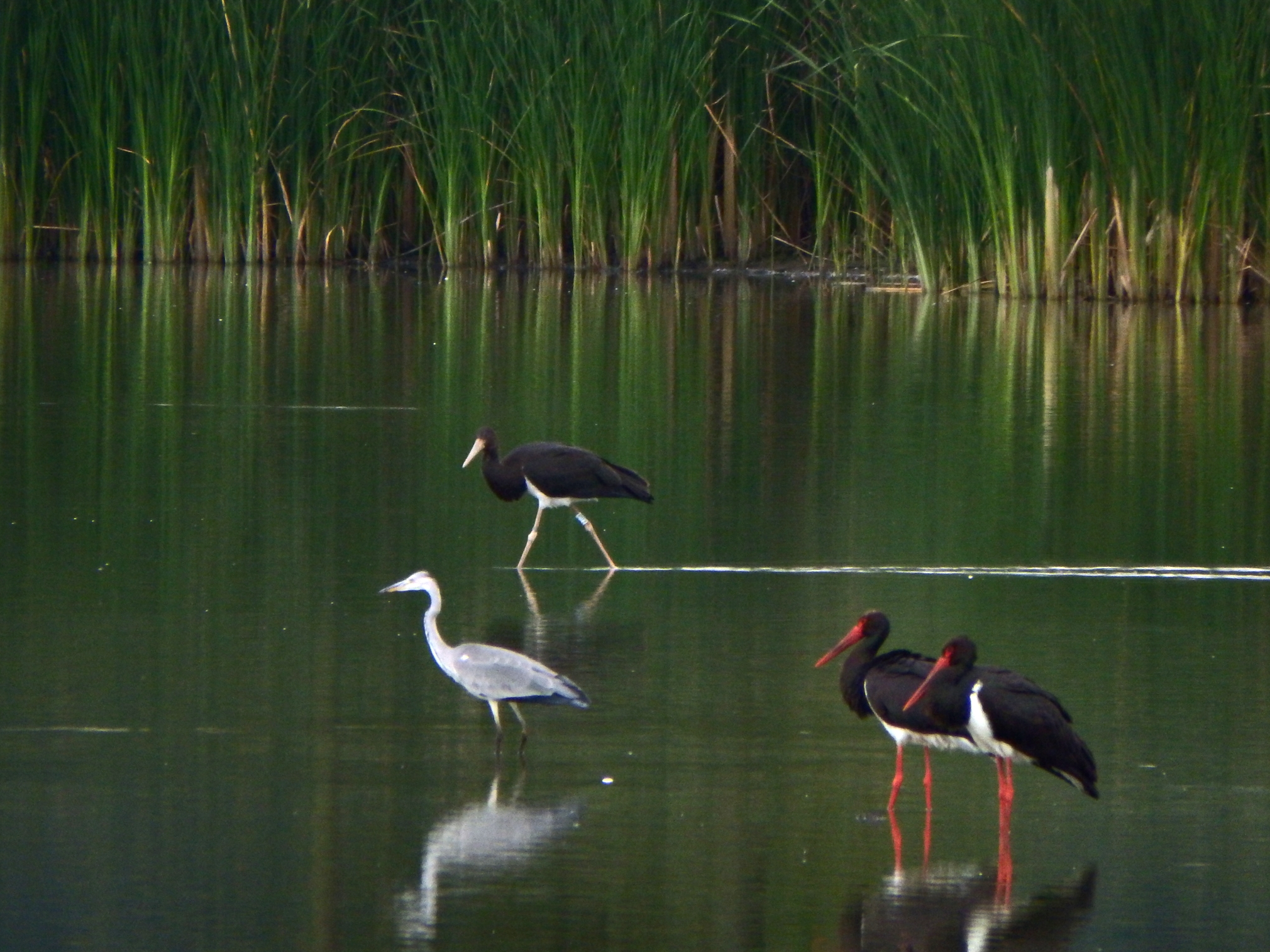
Čápi a volavka na Záhlických rybnících

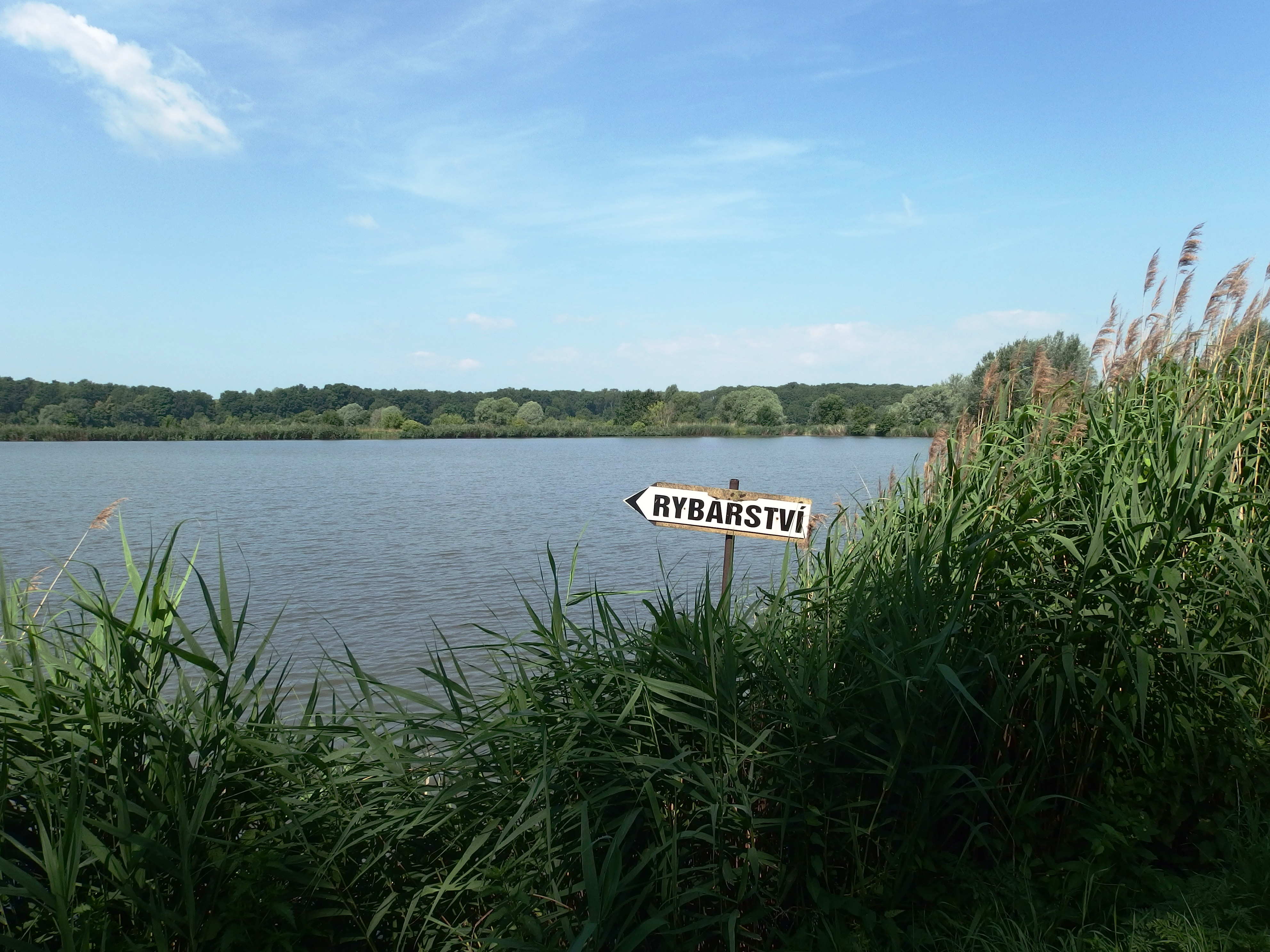
Doubravický rybník

Záhlinické rybníky je soustava čtyř rybníků, nacházejí se na střední Moravě asi 200 m západně od vsi Záhlinice v části Hulín města Hulín v okrese Kroměříž ve Zlínském kraji, v Hornomoravském úvalu u ústí Rusavy do Moravy. Jde o významné stanoviště a hnízdiště vodních a tažných ptáků. Soustava rybníků je součástí přírodního parku Záhlinické rybníky, k němuž navíc patří i dubový les Zámeček směrem ke Kroměříži a lužní les Filena směrem k řece Moravě a mokřady kolem řeky Mojeny.

## Historie a popis
Rybníky v Záhlinicích byly budovány již od 14. století. V letech 1547–1573 je rozšířil olomoucký biskup Jan Dubravius. V 18. století byly rybníky vysušeny a přeměněny na pastviny.
Rybníky byly obnoveny až v letech 1953 – 1981 Státním rybářstvím Přerov.
- Svárovský rybník byl zřízen v roce 1954, jeho plocha je 105 ha.
- Pláňavský rybník zřízen roku 1962 na ploše 44 ha.
- Doubravický rybník vybudovaný roku 1964 na ploše 54 ha.
- Němčický rybník zřízen roku 1981 na ploše 36 ha.

Celková rozloha rybníků je 239 ha. V roce 1978 byly Svárovský a Doubravický rybník rozděleny na několik menších ploch. Svárovský rybník byl rozdělen na tři části, Doubravický na pět.
Soustavou napájejí dvě říčky, přítoky Moravy: Rusava a Mojena. Ve směru toku Rusavy následují rybníky za sebou v pořadí Pláňavský, Doubravický a Svárovský. Němčický rybník leží těsně vedle paralelně na Mojeně v úrovni Doubravického rybníka. Rusava obtéká soustavu zprava, avšak je z ní vyveden kanál po levé straně soustavy, ze kterého je napájen Pláňavský rybník a který se dále spojuje s kanálem z Mojeny. Mojena protéká Němčickým rybníkem, avšak kanály obtékají Němčický rybník z obou stran. Doubravický a Svárovský rybník Mojena obtéká zleva. Ze Svárovského rybníka směřuje pod výtokem k Mojeně rozšířený meandr, ale na druhé straně i má Svárovský rybník i výpusti do Rusavy. Potoky, kanály a rybníky jsou navzájem různě propojeny.
Od roku 1992 má rybníky v pronájmu firma Rybářství Hulín, která chová kapry, amury, tolstolobiky, líny, štiky a sumce. Kromě ryb se zde také chová vodní drůbež.